# Giuseppe Bonachia
Giuseppe Bonachia dit aussi  Maxarato (Sciacca, 1562 - 1622) est un peintre et maître-céramiste italien du XVIIe siècle, spécialiste de la majolique.

## Biographie
Giuseppe Bonachia fut spécialiste du genre  quadri maiolicati, principalement à sujets religieux.
À l'Istituto Statale d'Arte Giuseppe Bonachia de Sciacca, sont conservés 6 des 16 panneaux historiés de scènes bibliques. Ils sont composés de  273 carreaux carrés de 17,5 cm de côté, disposés en 7 lignes et 39 colonnes sur une surface de 1,22 m ×  6,82 m.

## Œuvres
- 16 panneaux historiés de scènes de l'Ancien et du Nouveau Testament, initialement dans la chapelle Saint-Georges des Génois de Sciaccia, démolie en 1952, dont 6 sont conservés à l'Istituto Statale d'Arte Giuseppe Bonachia de Sciacca)
- Les majoliques du grand cloître de la Santa Chiara à Naples.
- Museo Regionale della ceramica di Caltagirone.